# Cathédrale Saint-Michel-Archange de Nijni Novgorod
La cathédrale Saint-Michel-Archange (Миха́йло-Арха́нгельский собор) est une église orthodoxe du XVIIe siècle située dans le Kremlin de Nijni Novgorod en Russie. Il s'agit de l'église de pierre la plus ancienne de Nijni Novgorodi et son histoire remonte à la fondation de la ville. Elle est consacrée à l'archange saint Michel, patron de l'armée russe. Elle se trouve à côté de la Philharmonie de Nijni Novgorod.

## Histoire

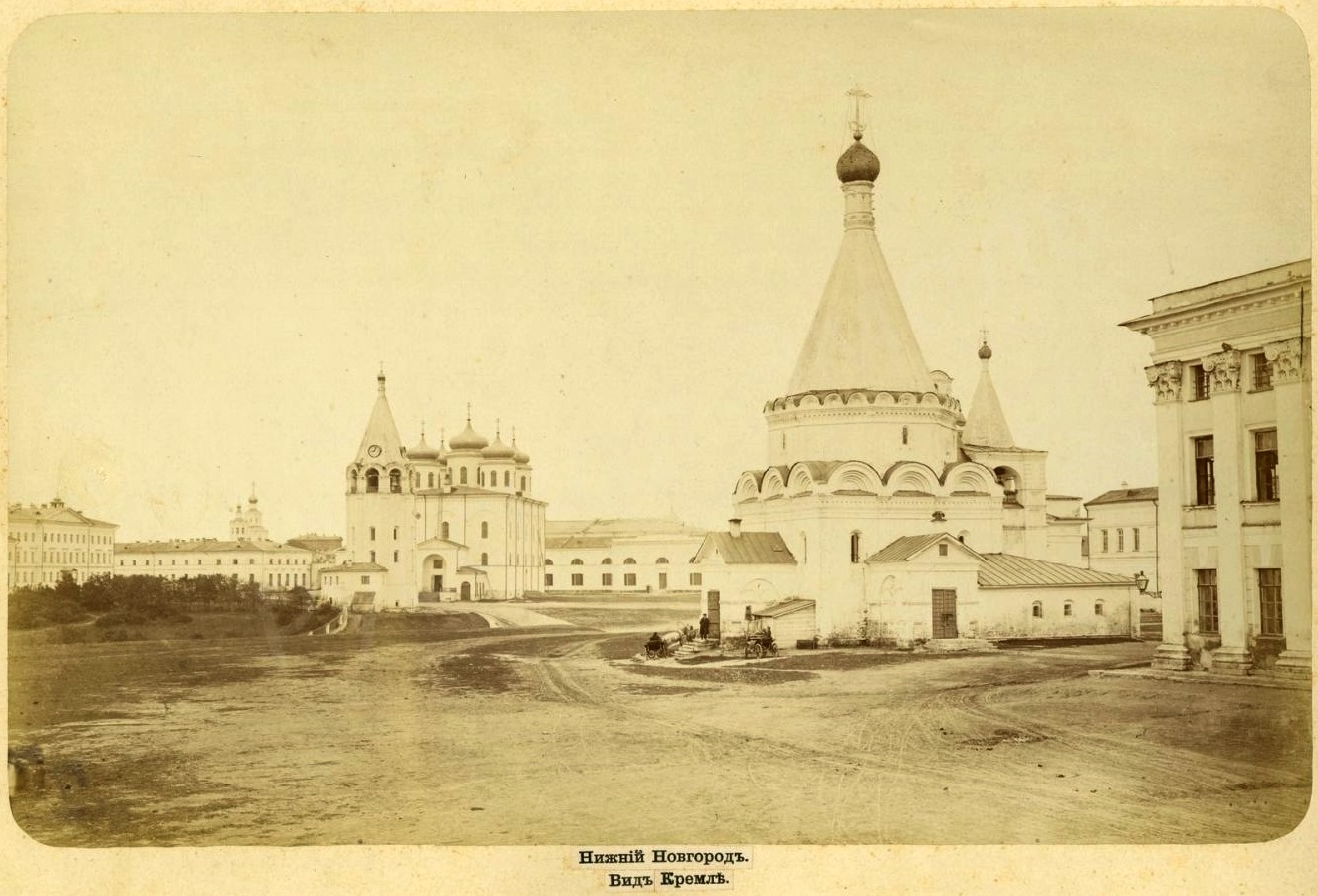
La cathédrale Saint-Michel en 1868.

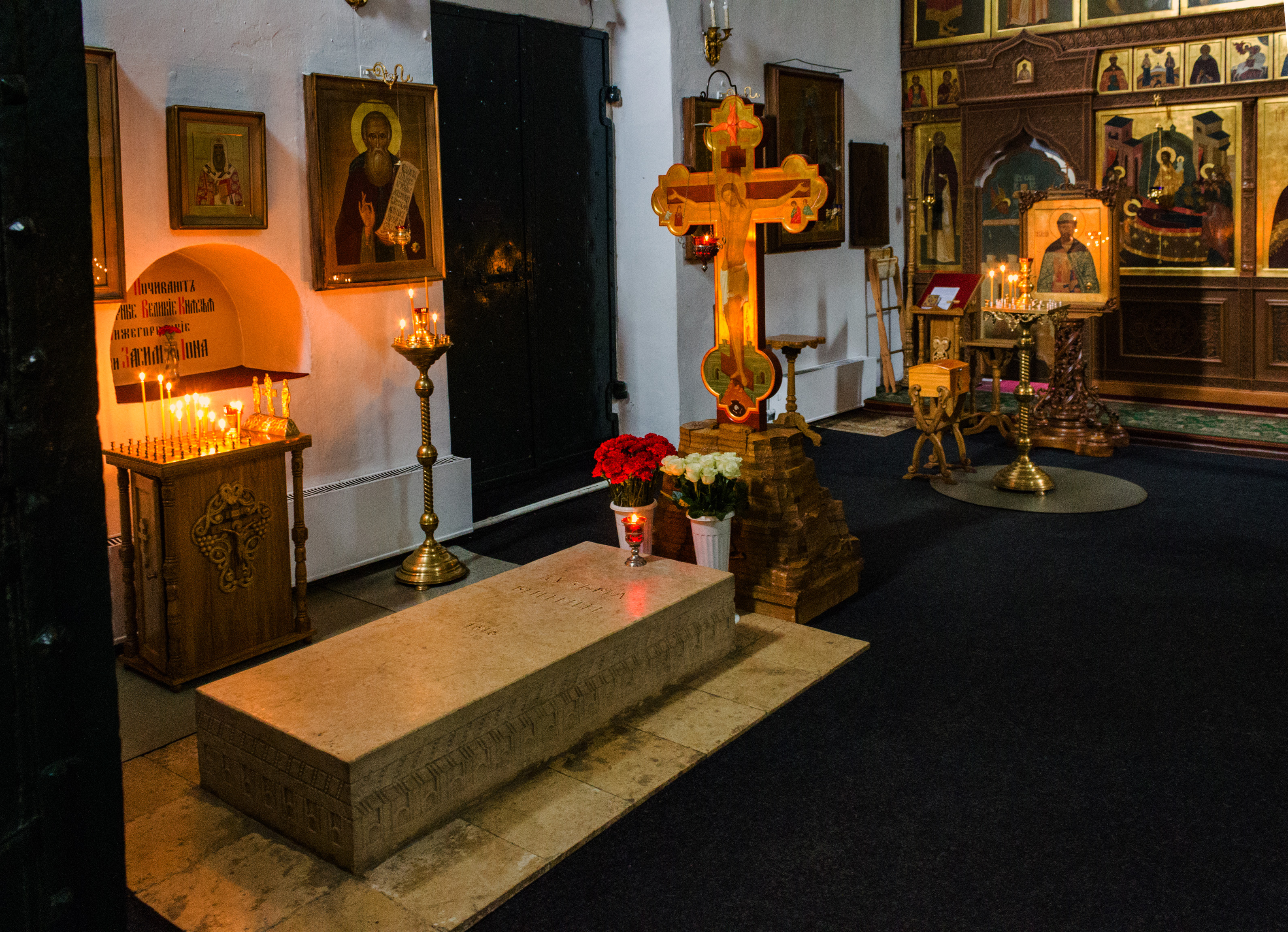
Tombe de Kouzma Minine dans la cathédrale.

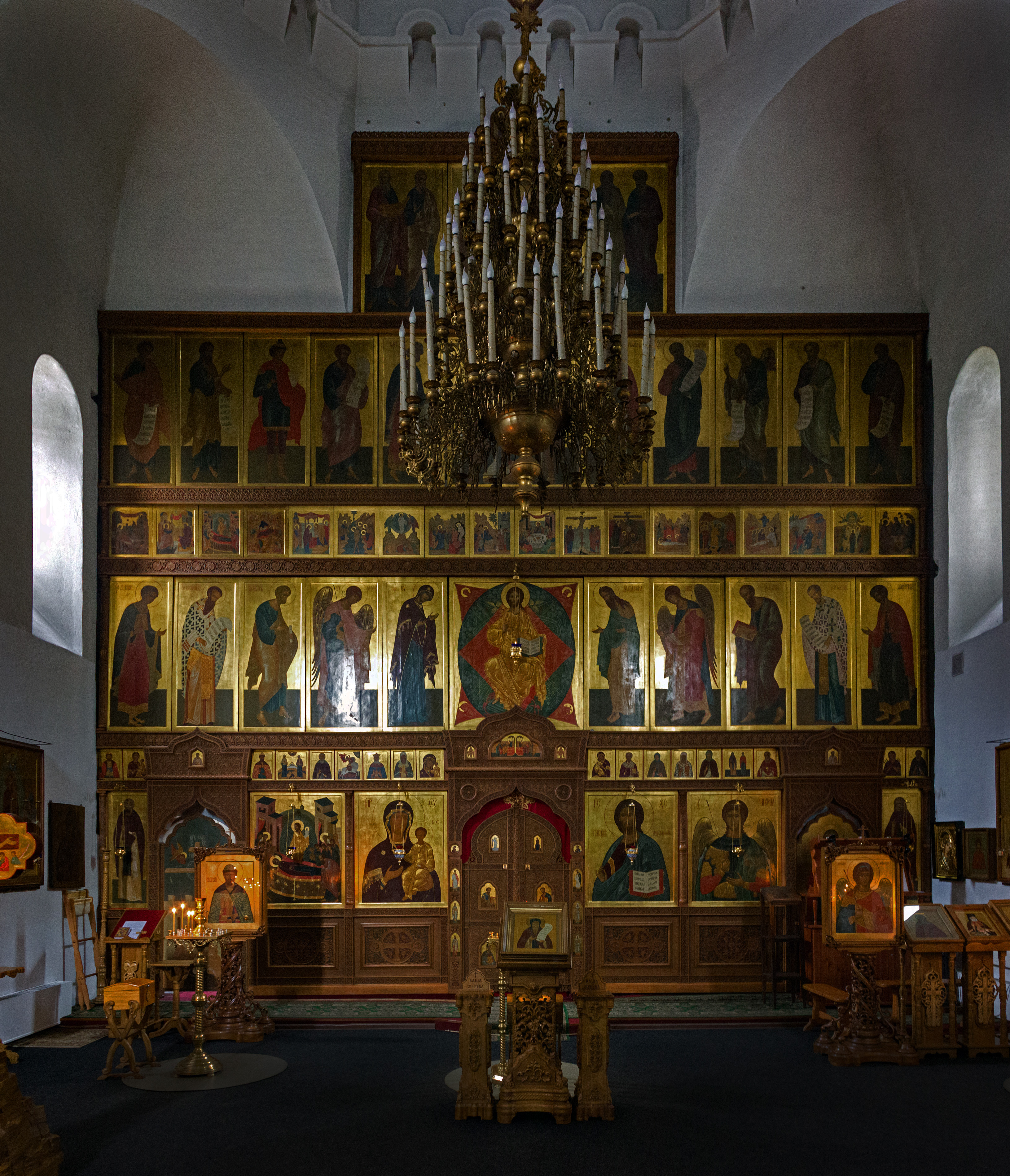
Vue de l'iconostase.

Une première collégiale (ou cathédrale dans l'orthodoxie, au sens plus large que dans l'Église latine) est construite en bois en 1221 à cet emplacement; en 1227, elle est refaite en pierre et comprend quatre piliers, trois absides et trois narthex. L'édifice est entièrement reconstruit en 1359. L'édifice actuel commence à être bâti en avril 1628 sous la direction de Lavrenti Vozoouline, assisté d'Antip Constantinov. La cathédrale est terminée en 1631.
Un incendie ravage le Kremlin en 1704 et endommage la cathédrale Saint-Michel. Le culte n'y est rétabli qu'en mars 1732 et elle est consacrée à nouveau, par l'archevêque Pitirim de Nijni Novgorod.
Après des travaux de restauration dans l'église menés par Sviatoslav Agafonov, la dépouille de Kouzma Minine est installée en 1962 dans l'église en provenance de la cathédrale détruite de la Transfiguration-du-Sauveur, également dans le Kremlin.
Le 16 février 2006, le président de la fédération de Russie, Vladimir Poutine, se rend en visite officielle à Nijni Novgorod et il visite le kremlin de la ville, puis dépose une gerbe de fleurs sur la tombe de Kouzma Minine dans la cathédrale.
Un monument est élevé à côté en 2008 en l'honneur du prince Iouri II de Vladimir et de l'évêque Simon de Souzdal. Il est inauguré le 17 février 2008 et bénit par l'archevêque de Nijni Novgorod, Georges.
Neuf cloches sont offertes le 16 mars 2009 par les députés de l'assemblée législative de Nijni Novgorod. La plus lourde (baptisée Zakonnik, soit Légiste), pesant 530 kg, est installée dans le clocher le 26 mars suivant,.
Le patriarche Cyrille visite la cathédrale en septembre 2009 et célèbre une liturgie en mémoire de Kouzma Minine. Il offre à cette occasion une icône de Notre-Dame de Kazan à la cathédrale.

## Liens externes

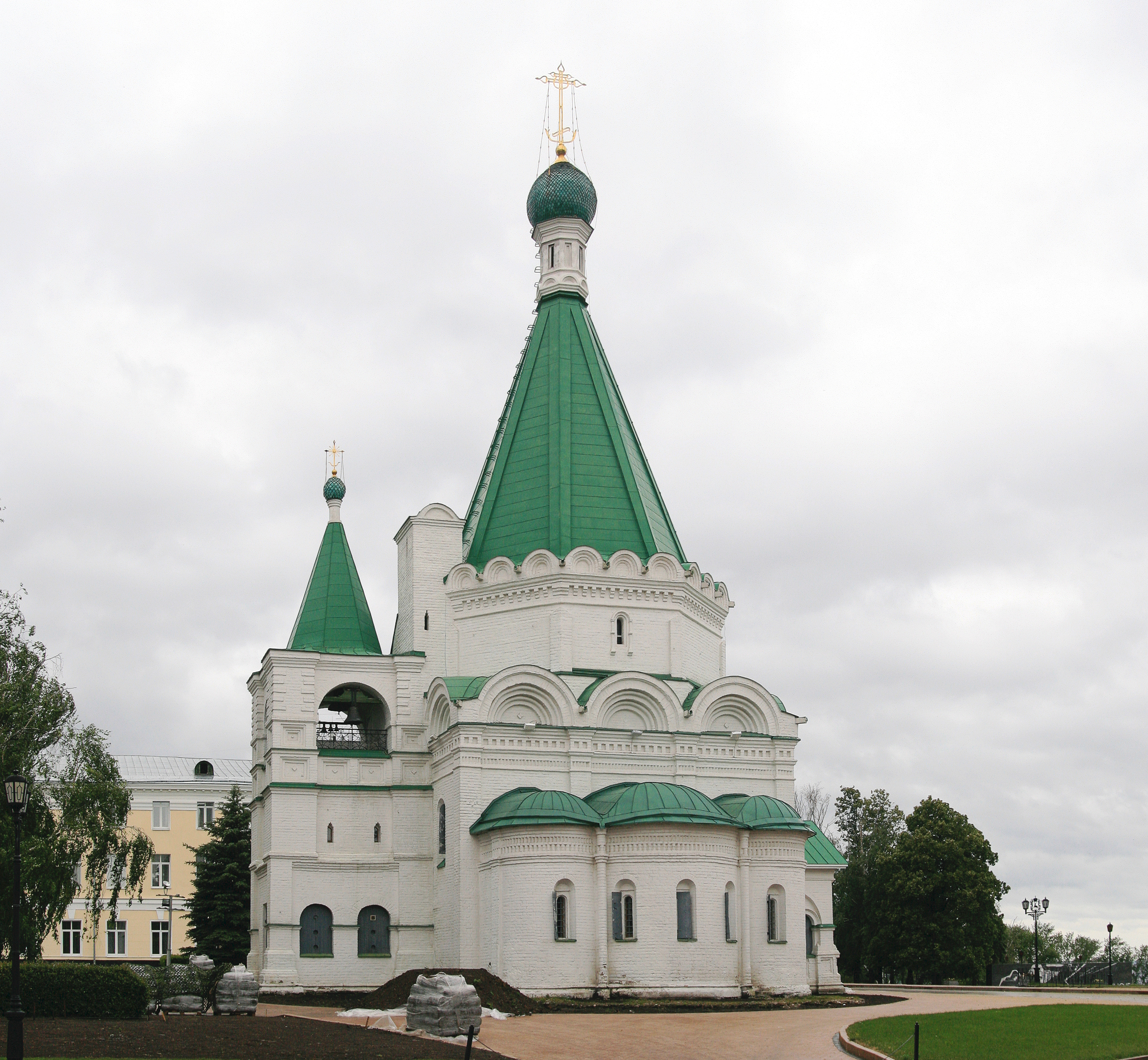
Vue de côté.